# Шарон Зукин
Шарон Зукин (Филаделфија, 7. септембар 1946) је професор социологије из области савременог урбаног живота. Предаје на Бруклин Колеџу и на Школи Постдипломских Студија при Градском Универзитету у Њујорку. Члан је Истраживачког Центра при Универзитету, као и председавајућа одељења за Потрошњу и Потрошаче Америчке Социолошке Асоцијације. Била је гостујући проферор на Универзитету у Амстердаму 2010-2011.

## Образовање и приватни живот
Стекла је диплому основних студија на Барнард Колеџу, и звање доктора наука из области политичких наука на престижном Колумбија универзитету у Њујорку. Одрасла је у Филаделфији, док тренутно живи на Менхетну са супругом.

## Каријера и мисао

### Рана каријера
Академско образовање Шарон Зукин било је усмерено на политичку социологију. Није имала никакво образовање из социологије урбаног живота пре него што је добила позицију предавача на основним студијама на Бруклин Колеџу. У интервјуу изјавила је како се прво упустила у детаљно истраживање области, не би ли се припремила за предавања, да би касније постала заинтересована за теренско истрживање, пошто је прочитала чланак о занатлијама које је станодавац истеривао из њиховог радног простора - тавана. 
Осим овога, међу ствари које су утицале на њену рану каријеру био је есеј Валтера Бенџамина из 1931. године, Париз, престоница деветнаестог века, као и књига антрополошкиње Синди Минц из 1961, Слатко и моћ: Место шећера у савременој историји.

### Теоријска и политичка оријентација
Интересовања и аналитички оквири Шерон Зукин сврставају је у широку категорију нео- Марксиста. Почела је да предаје урбану социологију у тренуцима када се јављао покрет нове урбане социологије, делимично као одговор на серије немира у градовима (од којих су се многи односили на одговоре Афро-американаца на бруталност полиције и сличне манифестације системског расизма) који су се током касних 60их догађали у градовима САД. Веома раширени градски немири у САД и Европи приморале су забринуте владе и финансијере пројеката да улажу новац у истраживање урбаног живота. Социолог Мануел Кастељес и географ Дејвид Харби су били теоретичари који су утицали на развој нове урбане социологије. 
Зукин је, током 80их година тврдила да су урбани социолози подложни утицајима владе, поредећи то са утицајем крупног капитала на социологе индустрије. Као супротност тада преовладавајућој Чикашкој школи, рад Шерон Зукин и других присталица покрета нове социологије био је мултидисциплинаран, са посебним освтом на то како је урбани простор намеран продукт који одговара потребама капитала.

### Доприноси
Рад и публикације Шерон Зукин фокусирају се на градовима и томе како се они мењају и зашто, конзумеристичкој култури и тржишту некретнина, превасходно у Њујорку. Њене књиге прате како су се градови мењали у дезиндустријализацији, гентрификацији и имиграцијама. Пише и о успону симболичке економије, која је базирана на културалној производњи и потрошњи. 

#### Тавански живот (Loft Living)
Њена прва књига из области урбане социологије, Тавански живот (1982, 1989), сматра се револуционарним делом.

#### Аутентичност
У својој најскоријој књизи, Голи град(2010), Зукин развија концепт аутентичности, идеја која потиче из идеје о личној аутентичности (подразумевајући да је биће ближе природи) нађеној у делима Шекспира и у Романтичарској филозофији Жан Жака Русоа. У скорије време, објашњава своју тежњу ка аутентичности као реакцију на модерну хомогенизацију и стандардизацију градова у периоду између 1950 и 1960.
Док Зукин разуме потребу за аутентичност и признаје своје опонашање исте, проблем представља да је аутентичност квалитет који се придодаје више стварима него људима. Ово води ка томе да да постатентичност постаје искориштена као одскочна даска културолошке моћи да група одузме сегмент простора од других без директног суочавања, уз помоћ државе и убеђивања од стране медија и конзумерске културе." То је због овог процеса урбане гентрификације, она објашњава, да је New York изгубио своју душу почетком 21. века. Решење које она представља јесте да се редефинише аутентичност и повеже се са идејом "настанка", а затим се искористи да подржи "право да се насели простор, не само конзумира у виду искуства."

#### Критика и величање Џејн Џекобс
Зукин је такође била аутор многих артикала у новинама И часописима, и редован је говорник у јавним и академским свечаностима. Величање и критика Jane Jacobs.
Док се Зукин гледа као њен критичар, у исто време је и подржалац. Она говори о њој као "иконичном урбаном писцу, на основу којег се сви остали урбани писци треба да мере." Таође ју је величала као " Особа која, упркос свим околностима двадесеток века, је истакла сав неред, драж, али и чврсто пријатељство градског живота. ” Зукин је категорише, као Herbert Gans, "социјално свесном интелектуалком која брани права сиромашних да не буду ван својих заслужених места." Али Зукин се разликује по томе кога схвата као главног противника када је у питању стварање живахних, адекватних градова.Џејкобс у њеној књизи истиче планере и њихову професију за уништавање здравог, функционалног комшилука, програмом форсиране урбанизације. Она их сматра увелико бескорисним јер " Они су немоћна група у поређењу са компанијама које стварају банке, индустријске центре и уништавају срце градова." Али "због одређених разлога" Зукин говори, " она бира да не критикује интересе капиталистичких произвођача, који профитирају на основу сегрегација територија по социјалним основама". Као разлог непротивљења против финансијера и индустријских произвођача, Зукин шпекулише да чињеница што је Џејкобс била финанфисрана од стране Фондације Рокфелер, морала је играти важну улогу. Она је 1958 добила донацију од фондације да развије своје идеје о градовима, и фондација је та дела издала као дело Жибот и Смрт (1961). Зукин такође усмерава да повезаност Цејкобс и Time Inc. која је издала Архитектонски форум, где Џејкобс имала радничко место.
Зукин одскаче од Џејкобс по питању улоге државне власти и њихових погледа на исту. Док су Џејкобсина виђења државе друштвена, јер се ослања више на друштво него на државе при решавању социјалних проблема. Зукин, са друге стране, чврсто верује да је влада потребна да подржи и штити целокупне мере, говорећи " Ја не могу довољно да истакнем колико су закони потребни, зонални, контроле издаје, комерцијалне контроле издаје.." Зукин критикује Џејкобс за не коришћење њеног животног писаног рада и активизма да затражи " напредније зоналне законе како би се охрабрила продукција мешања куђа, фабрика, продавница и школа."

#### Критика теорије "Креативних класа"
Зукин се не слаже са контроверзном, премда утицајном теоријом Ричарда Флориде, о улози "Креативне класе" у економском помаку постиндустријских градова. Док је он прерадио своје идеје, Флорида је тврдио да градови који желе да успеју морају се повиновати социјалним укусима уметника и другим урбаним професионалцима, који раде креативан посао, и да ће на тај начин сви грађани уживати предности.Зукин је ову идеју назвала "Луцкастом", контрирајући " Град може опстати ако је у основи разноликост у класама, статусима грађана, и да је потребно да локална власт омогући подједнак жиvот свима у граду."

## Изабране награде
Jane Jacobs награда урбане комуникација за "Голи Град"(2012)
C. Wright Mills награда од "Удружења за изучавање социјалних проблема" (1991)
Robert and Helen Lynd Награда за каријерни успех у урбаној социологији од стране Савеза социолога Америке (2007)

## Одабрана дела
- Beyond Marx and Tito: Theory and Practice in Yugoslav Socialism. Cambridge University Press. 1975. ISBN 9780521206303.
- Loft Living: Culture and Capital in Urban Change (Johns Hopkins University Press, 1982, rev. ed. Rutgers University Press, 1989)
- Пољане моћи:Од Детроита до Дизни Света . . University of California Press. 1991. ISBN 9780520913899. Недостаје или је празан параметар |title= (помоћ)
- Културе градова . . Blackwell. 1995. ISBN 9781557864369. Недостаје или је празан параметар |title= (помоћ)
- Моменат куповине : Како је куповина променила америчку културу . . Routledge. 2004. ISBN 9780415945974. Недостаје или је празан параметар |title= (помоћ)
- Голи град: Живот и смрт аутентичних урбаних места . Naked City: The Death and Life of Authentic Urban Places. Oxford University Press. 2010. ISBN 9780199741892.